# アレクサンドル・ノヴィコフ

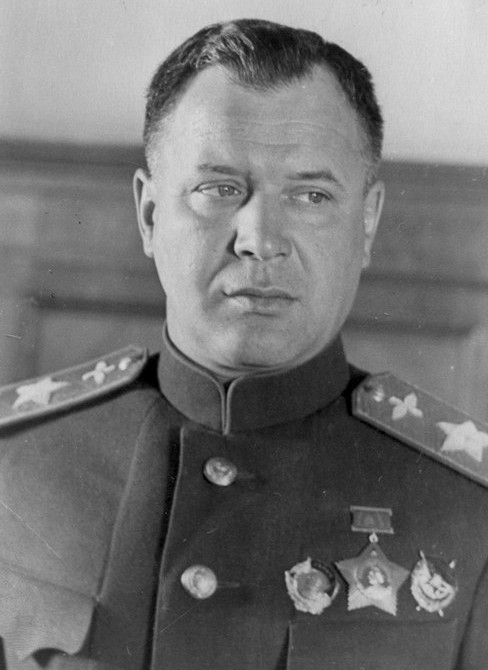
1943年

アレクサンドル・アレクサンドロヴィチ・ノヴィコフ（Алекса́ндр Алекса́ндрович Но́виков, 1900年11月19日 - 1976年12月3日）は、ソビエト連邦の軍人である。空軍司令官、空軍総元帥の地位を歴任し、ソ連邦英雄を2度受章した。ロシア人である。

## 生い立ちと初期のキャリア
ノヴィコフは1900年11月19日にコストロマ県ネレフツキー地区クリュコヴォ村で誕生した。1918年に教員セミナーで教育を受けた後、1919年から赤軍に加わった。ロシア内戦時には前線で戦い、クロンシュタットの反乱鎮圧に参加、その後カフカースで戦功を挙げた。1920年から共産党員であった。

## 軍事キャリアの発展
1922年、「狙撃」指揮課程を修了した。1930年にはM.V.フルンゼ名称軍事アカデミーを卒業した。1933年3月より空軍に異動し、航空旅団参謀長、飛行隊長、軍管区空軍参謀長を歴任した。冬戦争時には北西戦線空軍参謀長を務めた。

## 第二次世界大戦中の役割
1941年に独ソ戦が開始されると、ノヴィコフは北部戦線およびレニングラード戦線の主力軍の空軍司令官を務めた。1942年春からは航空担当の国防人民委員代理（国防次官）および赤軍空軍司令官に任命された。1943年には航空元帥に昇進し、1944年2月21日には航空総元帥となった。
彼は最高総司令部（STAVKA）の代表として、スターリングラードの戦い、クルスクの戦い、北カフカース、ウクライナ、白ロシア、バルト地方、ポーランドの解放作戦、ケーニヒスベルク（現在のカリーニングラード）強襲作戦、ベルリンの戦い、そして日本の関東軍撃破において、数々の戦線で戦闘航空作戦の調整を行った。

## 戦後の逮捕と復権
第二次世界大戦後、1946年4月にノヴィコフは航空産業相A.シャフリヌイと共に逮捕された。これは、スターリンの息子のワシーリーがソ連機よりもアメリカ機が優れていると不満を漏らしたことがきっかけであったとされる。同年5月、彼はシャフリヌイ、空軍軍事会議議員N.シマノフ、空軍副司令官A.レーピン、空軍発注総局長N.セレズネフ、中央委員会人事局課主任A.ブドニコフ、G.グリゴリヤンらと共に禁固刑を言い渡された。
スターリンの死後、1953年5月に恩赦され、空軍に復帰した。1953年から1955年には極東航空隊司令官を務め、1954年から1955年までは空軍副総司令官を兼任した。1956年からは民間航空高等航空学校の校長を務め、1958年には教授となった。

## 栄典と著作
ノヴィコフはソ連邦英雄を2度受章した他、多くの勲章やメダルを授与された。著書に「レニングラードの空で」（1970年）がある。